# Ca2+/kalmodulin-zavisne proteinske kinaze
2+/kalmodulin-zavisne proteinske kinaze, ili CaM kinaze (ЕЦ 2.7.11.17), su serin/treonin-specifične proteinske kinaze koje su prvenstveno regulisane Ca2+/kalmodulin kompleksom.

## Tipovi
Postoje dva tipa CaM kinaza:
- Specijalizovane CaM kinaze. Primer kinaze ovog tipa je miozinski-laki-lanac kinaza (MLCK) koja fosforiliše miozin, uzrokujući kontrakciju glatkih mišića.
- Multifunkcionalne CaM kinaze. Takođe su poznate kao CaM kinaze II. One učestvuju u mnogim procesima, kao što je sekrecija neurotransmitera, regulacija transkripcionih faktora, i metabolizam glikogena. Između 1% i 2% proteina mozga su CaM kinaze II.

## Funkcija
Usled njihove sposobnosti da se autofosforilišu, CaMK aktivnost može da bude dugotrajnija od intracelularnog kalcijuma koji je neophodan za njihovu aktivaciju. U neuronima, ova osobina je važna za indukciju sinaptičke plastičnosti. Farmakološka inhibicija CaMKII blokira indukciju dugotrajne potencijacije. Nakon aktivacije, CaMKII fosforiliše postsinaptičke glutamatne receptore i time menja električne osobine sinapse.

## Literatura
- Nicholas C. Price; Lewis Stevens (1999). Fundamentals of Enzymology: The Cell and Molecular Biology of Catalytic Proteins (Third изд.). USA: Oxford University Press. ISBN 019850229X.
- Eric J. Toone (2006). Advances in Enzymology and Related Areas of Molecular Biology, Protein Evolution (Volume 75 изд.). Wiley-Interscience. ISBN 0471205036.
- Branden C; Tooze J. Introduction to Protein Structure. New York, NY: Garland Publishing. ISBN 0-8153-2305-0.
- Irwin H. Segel. Enzyme Kinetics: Behavior and Analysis of Rapid Equilibrium and Steady-State Enzyme Systems (Book 44 изд.). Wiley Classics Library. ISBN 0471303097.

1. ↑  Soderling TR (1999). „The Ca-calmodulin-dependent protein kinase cascade”. Trends in Biochemical Sciences. 24 (6): 232—6. PMID 10366852.
2. ↑  Lisman, J. E. (1985). „A mechanism for memory storage insensitive to molecular turnover: a bistable autophosphorylating kinase”. Proc Natl Acad Sci USA. 82 (9): 3055—7.

## Spoljašnje veze
- Calcium-Calmodulin+Dependent+Protein+Kinases на 